# Shazam (album)
| Recensione              | Giudizio        |
| ----------------------- | --------------- |
| AllMusic                | [ 1 ]           |
| Robert Christgau        | B-              |
| Progarchives.com        | [ 3 ]           |
| Sputnikmusic            | 3.9 (Excellent) |
| Dizionario del Pop-Rock | [ 5 ]           |
| 24.000 dischi           | [ 6 ]           |

Shazam è il secondo album discografico del gruppo musicale rock britannico The Move, pubblicato dall'etichetta discografica Regal Zonophone Records nel febbraio del 1970.

## Tracce
Lato A
1. Hello Susie – 4:55 (Roy Wood)
2. Beautiful Daughter – 2:36 (Roy Wood)
3. Cherry Blossom Clinic Revisited – 7:40 (Roy Wood)

Lato B
1. Fields of People – 10:09 (Wyatt Day, Jon Pierson)
2. Don't Make My Baby Blue – 6:18 (Barry Mann, Cynthia Weil)
3. The Last Thing on My Mind – 7:35 (Tom Paxton)

Edizione CD del 1998, pubblicato dalla Repertoire Records (REP 4691-WY)
1. Hello Susie – 4:51 (Roy Wood)
2. Beautiful Daughter – 2:51 (Roy Wood)
3. Cherry Blossom Clinic Revisited – 7:40 (Roy Wood)
4. Fields of People – 10:58 (Wyatt Day, Jon Pierson)
5. Don't Make My Baby Blue – 6:02 (Barry Mann, Cynthia Weil)
6. The Last Thing on My Mind – 7:36 (Tom Paxton)
7. So You Want to Be a Rock 'N' Roll Star – 3:00 (Chris Hillman, Roger McGuinn) – Brano Bonus, tratto dall'EP Live Something Else from The Move
8. Stephanie Knows Who – 3:03 (Arthur Lee) – Brano Bonus, tratto dall'EP Live Something Else from The Move
9. Something Else – 2:24 (Shari Sheeley, Bob Cochran, Sr.) – Brano Bonus, tratto dall'EP Live Something Else from The Move
10. It'll Be Me – 2:37 (Jack Clement) – Brano Bonus, tratto dall'EP Live Something Else from The Move
11. Sunshine Help Me – 5:12 (Gary Wright) – Brano Bonus, tratto dall'EP Live Something Else from The Move
12. Piece of My Heart – 4:03 (Bert Berns, Jerry Ragovoy) – Brano Bonus inedito, Outtake dall'EP Live Something Else from The Move
13. Too Much in Love – 2:27 (Denny Laine) – Brano Bonus inedito, outtake dall'EP Live Something Else from The Move
14. (Your Love Keeps Lifting Me) Higher and Higher – 3:31 (Gary Jackson, Raynard Miner, Carl Smith) – Brano Bonus inedito, outtake dall'EP Live Something Else from The Move
15. Sunshine Help Me – 6:34 (Gary Wright) – Brano Bonus inedito, outtake dall'EP Live Something Else from The Move

Edizione CD del 2007, pubblicato dalla Salvo Records (SALVOCD012)
1. Hello Susie – 5:19 (Roy Wood)
2. Beautiful Daughter – 2:43 (Roy Wood)
3. Cherry Blossom Clinic Revisited – 7:43 (Roy Wood)
4. Fields of People – 10:54 (Wyatt Day, Jon Pierson)
5. Don't Make My Baby Blue – 6:17 (Barry Mann, Cynthia Weil)
6. The Last Thing on My Mind – 7:37 (Tom Paxton)
7. This Time Tomorrow – 3:40 (David Morgan) – Bonus Track
8. A Certain Something – 3:45 (David Morgan) – Bonus Track
9. Curly – 2:45 (Roy Wood) – Bonus Track - Alternate Mix
10. Wild Tiger Woman – 2:55 (Roy Wood) – Bonus Track - Stereo Mix
11. Omnibus – 4:11 (Roy Wood) – Bonus Track - Full-Length Version
12. That Certain Something – 3:58 (David Morgan) – Bonus Track - Demo Version
13. This Time Tomorrow – 2:36 (David Morgan) – Bonus Track - Demo Version
14. Blackberry Way – 3:38 (Roy Wood) – Bonus Track - Alternate Mix

## Formazione
- Roy Wood - chitarra solista, chitarre, voce
- Carl Wayne - voce solista
- Rick Price - basso, voce
- Bev Bevan - batteria, percussioni

Altri Musicisti
- Trevor Burton - basso, voce (brani bonus: A Certain Something, Wild Tiger Woman, Omnibus e Blackberry Way)
- Trevor Burton - chitarra solista (brano bonus: That Certain Something)
- Nicky Hopkins - piano (brani bonus: A Certain Something, Wild Tiger Woman e Omnibus)
- Tony Visconti - flauto dolce (brano bonus: A Certain Something)
- David Morgan - chitarra (brani bonus: That Certain Something e This Time Tomorrow)
- Keith Smart - batteria (brano bonus: That Certain Something)
- Richard Tandy - basso (brano bonus: That Certain Something)
- Richard Tandy - clavicembalo (brano bonus: Blackberry Way)[10]

Note aggiuntive
- Registrazioni effettuate al Advision Studios (Londra)
- Roy Wood, Carl Wayne, Rick Price e Gerald Chevin - produttori (per la Straight Ahead Productions)
- Nickleby - design copertina album
- London Photo Agency - fotografia retrocopertina album[11]